# Aeschynanthus albidus
Aeschynanthus albidus är en tvåhjärtbladig växtart som först beskrevs av Carl Ludwig von Blume, och fick sitt nu gällande namn av Ernst Gottlieb von Steudel. Aeschynanthus albidus ingår i släktet Aeschynanthus och familjen Gesneriaceae. Inga underarter finns listade i Catalogue of Life.